# TOI-700 d
TOI-700 d (Akronym TOI steht für TESS Object of Interest) ist ein Exoplanet. Der Planet kreist um den Roten Zwergstern TOI-700 im Sternbild Schwertfisch. Der ESI-Wert ist 0,93.
TOI-700 d ist nach NASA-Angaben zwanzig Prozent größer als die Erde und benötigt 37 Tage, um seinen Stern einmal zu umkreisen. Die Entfernung zwischen der Erde und dem Exoplaneten TOI-700 d beträgt ca. 101,4 Lichtjahre, also ca. 955,5 Billionen Kilometer.
Die Planetenklasse ist M-Warm-Terran.
Entdeckt wurde der Planet 2020 von dem Weltraumteleskop TESS.